# Lázaro Reinoso Martínez
Lázaro Reinoso Martínez (Cuba, 9 de diciembre de 1969) es un deportista cubano retirado especialista en lucha libre olímpica donde llegó a ser medallista de bronce olímpico en Barcelona 1992.

## Carrera deportiva
En los Juegos Olímpicos de 1992 celebrados en Barcelona ganó la medalla de bronce en lucha libre olímpica de pesos de hasta 62 kg, tras el luchador estadounidense John Smith (oro) y el iraní Askari Mohammadian (plata).